# 25625 Verdenet
25625 Verdenet è un asteroide della fascia principale. Scoperto nel 2000, presenta un'orbita caratterizzata da un semiasse maggiore pari a 2,3837559 UA e da un'eccentricità di 0,2223440, inclinata di 1,04424° rispetto all'eclittica.
Dal 4 agosto al 2 settembre 2001, quando 26401 Sobotište ricevette la denominazione ufficiale, è stato l'asteroide denominato con il più alto numero ordinale. Prima della sua denominazione, il primato era di 23990 Springsteen.
L'asteroide è dedicato all'astronomo amatoriale francese Michel Verdenet.